# Jan O'Sullivan
Pour les articles homonymes, voir O'Sullivan.
Jan O'Sullivan, née Janice Georgina Gale le 6 décembre 1950 à Clonlara, est une femme politique irlandaise membre du Parti travailliste (Labour).
Députée au Dáil Éireann de 1998 à 2020, elle est ministre de l'Éducation et des Compétences du 29e gouvernement entre 2014 et 2016.

## Biographie
Elle est diplômée en pédagogie du Trinity College Dublin et de l'University College Cork (UCC), exerçant ensuite et brièvement le métier de professeur.
Elle rejoint le Parti travailliste en 1990, après avoir été membre du Parti socialiste démocratique (DSP) à partir de 1982.
Elle échoue à devenir Teachta Dála de Limerick East lors des élections du 25 novembre 1992, mais en 1993, elle est élue membre du Seanad Éireann par le panel Administrations publiques et services sociaux. Elle se représente aux élections générales du 6 juin 1997, à nouveau dans Limerick East, mais ne parvient toujours pas à se faire élire. Toutefois, lors d'une élection partielle organisée le 11 mars 1998 à la suite de la mort du travailliste Jim Kemmy, elle se fait élire au Dáil Éireann.
Le 4 octobre 2007, elle se présente à la succession de Liz McManus comme chef adjoint du Parti travailliste, mais elle est défaite par Joan Burton, qui la devance de seulement 204 voix sur 2 756 suffrages exprimés.
Avec le retour des travaillistes au gouvernement, elle devient le 10 mars 2011 secrétaire d'État au Commerce et au Développement du ministère des Affaires étrangères et du Commerce. Juste avant la fin de l'année, le 20 décembre, elle est désignée secrétaire d'État au Logement et à l'Aménagement du territoire – avec rang de membre du conseil des ministres – du ministère de l'Environnement.
Lors du remaniement ministériel du 11 juillet 2014 et faisant suite à la désignation de Burton comme chef du Labour et Vice-Première ministre, Jan O'Sullivan est choisie comme nouvelle ministre de l'Éducation et des Compétences.